# Амистад (кораб)
Вижте пояснителната страница за други значения на Амистад.
Амистад (на испански: La Amistad – „приятелство“) е кораб, построен в Америка и нает от испанците в Куба. Пори водите на Атлантическия океан през 19 век.
Става известен с въстанието на пленените африканци на борда през 1839 г. Превзетият от тях кораб акостира на американското крайбрежие. Собственикът предава кораба на Военноморския флот на САЩ.
Африканците са задържани и впоследствие се провежда процесът „Амистад“, намерил голямо отражение в американските и международните медии.